# ATP Challenger Quimper
Das ATP Challenger Quimper (offizieller Name: Open Quimper Bretagne Occidentale) ist ein seit 2011 stattfindendes Tennisturnier in Quimper, Frankreich. Es ist Teil der ATP Challenger Tour und wird in der Halle auf Hartplatz ausgetragen.

## Liste der Sieger
Pierre-Hugues Herbert ist mit zwei Titeln im Einzel und Doppel Rekordsieger des Turniers.

### Einzel
| Jahr     | Sieger                    | Finalgegner             | Ergebnis       |
| -------- | ------------------------- | ----------------------- | -------------- |
| 2025     | Sascha Gueymard Wayenburg | Pierre-Hugues Herbert   | 6:73, 6:1, 6:2 |
| 2024     | Pierre-Hugues Herbert (2) | Duje Ajduković          | 6:3, 6:2       |
| 2023     | Grégoire Barrère (2)      | Arthur Fils             | 6:1, 6:4       |
| 2022     | Vasek Pospisil            | Grégoire Barrère        | 6:4, 3:6, 6:1  |
| 2021 (2) | Brandon Nakashima         | Bernabé Zapata Miralles | 6:3, 6:4       |
| 2021 (1) | Sebastian Korda           | Filip Horanský          | 6:1, 6:1       |
| 2020     | Cem İlkel                 | Maxime Janvier          | 7:66, 7:5      |
| 2019     | Grégoire Barrère (1)      | Daniel Evans            | 4:6, 6:2, 6:3  |
| 2018     | Quentin Halys             | Alexei Watutin          | 6:3, 7:61      |
| 2017     | Adrian Mannarino          | Peter Gojowczyk         | 6:4, 6:4       |
| 2016     | Andrei Rubljow            | Paul-Henri Mathieu      | 6:76, 6:4, 6:4 |
| 2015     | Benoît Paire              | Grégoire Barrère        | 6:4, 3:6, 6:4  |
| 2014     | Pierre-Hugues Herbert (1) | Vincent Millot          | 7:65, 6:3      |
| 2013     | Marius Copil              | Marc Gicquel            | 7:69, 6:4      |
| 2012     | Igor Sijsling             | Malek Jaziri            | 6:3, 6:4       |
| 2011     | David Guez                | Kenny de Schepper       | 6:2, 4:6, 7:65 |

### Doppel
| Jahr     | Sieger                                        | Finalgegner                                    | Ergebnis          |
| -------- | --------------------------------------------- | ---------------------------------------------- | ----------------- |
| 2025     | Sadio Doumbia (2) Fabien Reboul (2)           | Romain Arneodo Manuel Guinard                  | 6:2, 4:6, [10:3]  |
| 2024     | Manuel Guinard Arthur Rinderknech             | Anirudh Chandrasekar N. Vijay Sundar Prashanth | 7:64, 6:3         |
| 2023     | Sadio Doumbia (1) Fabien Reboul (1)           | Anirudh Chandrasekar Arjun Kadhe               | 6:2, 6:4          |
| 2022     | Albano Olivetti (4) David Vega Hernández      | Sander Arends David Pel                        | 3:6, 6:4, [10:8]  |
| 2021 (2) | Ruben Bemelmans Daniel Masur                  | Brandon Nakashima Hunter Reese                 | 6:2, 6:1          |
| 2021 (1) | Grégoire Barrère Albano Olivetti (3)          | Jamie Cerretani Marc-Andrea Hüsler             | 5:7, 7:67, [10:8] |
| 2020     | Andrei Golubew Alexander Nedowessow           | Ivan Sabanov Matej Sabanov                     | 6:4, 6:2          |
| 2019     | Fabrice Martin Hugo Nys                       | David Pel Antonio Šančić                       | 6:4, 6:2          |
| 2018     | Ken Skupski Neal Skupski                      | Sander Gillé Joran Vliegen                     | 6:3, 3:6, [10:7]  |
| 2017     | Michail Jelgin Igor Zelenay                   | Ken Skupski Neal Skupski                       | 2:6, 7:5, [10:5]  |
| 2016     | Tristan Lamasine Albano Olivetti (2)          | Nikola Mektić Antonio Šančić                   | 6:2, 4:6, [10:7]  |
| 2015     | Flavio Cipolla Dominik Meffert                | Martin Emmrich Andreas Siljeström              | 3:6, 7:65, [10:8] |
| 2014     | Pierre-Hugues Herbert (2) Albano Olivetti (1) | Toni Androić Nikola Mektić                     | 6:4, 6:3          |
| 2013     | Johan Brunström Raven Klaasen                 | Jamie Delgado Ken Skupski                      | 3:6, 6:2, [10:3]  |
| 2012     | Pierre-Hugues Herbert (1) Maxime Teixeira     | Dustin Brown Jonathan Marray                   | 7:65, 6:4         |
| 2011     | Jamie Cerretani Adil Shamasdin                | Jamie Delgado Jonathan Marray                  | 6:3, 5:7, [10:5]  |